# Sophonia
Sophonia är ett släkte av insekter. Sophonia ingår i familjen dvärgstritar.

## Dottertaxa tillSophonia, i alfabetisk ordning[1]
- Sophonia albula
- Sophonia albuma
- Sophonia analhooka
- Sophonia anushamata
- Sophonia arcuata
- Sophonia aurantiaca
- Sophonia bakeri
- Sophonia bifida
- Sophonia bilineara
- Sophonia biramosa
- Sophonia complexa
- Sophonia complicata
- Sophonia cyatheana
- Sophonia erythrolinea
- Sophonia flava
- Sophonia fuscomarginata
- Sophonia illuminata
- Sophonia insignis
- Sophonia keralica
- Sophonia linealis
- Sophonia longitudinalis
- Sophonia lushana
- Sophonia malayana
- Sophonia marginatus
- Sophonia modesta
- Sophonia nigrifrons
- Sophonia nigrilineata
- Sophonia nigromarginata
- Sophonia ocellaris
- Sophonia orientalis
- Sophonia penangensis
- Sophonia rufitelum
- Sophonia sandakanensis
- Sophonia singaporensis
- Sophonia spathulata
- Sophonia unicola
- Sophonia unicolor
- Sophonia unilineata
- Sophonia zhangi